# Storfors (comuna)
Storfors (em sueco: Storfors kommun) é uma comuna da Suécia localizada no sudeste do condado de Värmland. Sua capital é a cidade de Storfors. Possui 392 quilômetros quadrados e segundo censo de 2018, havia 4 055 habitantes. Está a 24 km a sul da cidade de Filipstad. Storfors cresceu em redor de uma fábrica de ferro fundada no século XVI e ainda existente nos nossos dias.